# Трестенская Туберкулезная Больница
Трестенская Туберкулезная Больница — населенный пункт в Максатихинском районе Тверской области. Входит в состав Зареченского сельского поселения.

## География
Находится в северо-восточной части Тверской области на расстоянии приблизительно 31 км по прямой на юг-юго-восток от районного центра поселка Максатиха.

## История
Показан уже только на карте 1982 года. До 2014 года входил в Трестенское сельское поселение до его упразднения. Сама туберкулезная больница уже переехала в село Трестна.

## Население
Численность населения: около 30 человек (1982 год), 23 (русские 78 %) в 2002 году, 17 в 2010.